# Präsidentschaftswahl in Indonesien 2024
Die Präsidentschaftswahl in Indonesien 2024 fand am 14. Februar 2024 gemeinsam mit der Parlamentswahl und zahlreichen Regional- und Kommunalwahlen statt. Sie wurde von Prabowo Subianto gewonnen. Der zuvor regierende Präsident Joko Widodo war  aufgrund der Amtszeitbegrenzung nicht erneut zur Wahl angetreten.

## Hintergrund
Nach dem Sturz des Diktators Suharto wandelte sich Indonesien zu einer Präsidialrepublik. Da bis 2004 der Präsident vom Militär ernannt worden war, ist es erst die fünfte Präsidentschaftswahl in Indonesien seit der Unabhängigkeit 1945. Wahlberechtigt sind Personen ab 17 Jahren, die einen elektronischen Identitätsnachweis besitzen. In einigen abgelegenen Landesteilen wie der Unruheprovinz Papua haben viele eigentlich Wahlberechtigte keinen solchen Ausweis. Die Opposition kritisierte Unregelmäßigkeiten, etwa 17 Millionen Wähler seien mit denselben Geburtsdaten registriert, bei einigen liege das registrierte Geburtsdatum im 1. Jahrhundert. Knapp 193 Millionen Menschen sind als wahlberechtigt registriert.
Die Wirtschaft des Inselstaates wächst, speziell der Tourismus und der Export von Palmöl, Kohle, Metalle und Erdgas. Der Wohlstand ist allerdings ungleich verteilt, etwa ein Viertel der Bevölkerung lebt unter der Armutsgrenze, davon besonders viele Menschen in der Landwirtschaft.
Indonesien ist das bevölkerungsreichste muslimische Land der Erde, 87 Prozent der Staatsbürger sind Muslime. 

## Kandidaten
Es traten drei Kandidaten zur Präsidentschaftswahl in Indonesien an:
- Prabowo Subianto, ist ein pensionierter General und Schwiegersohn Suhartos. Er vertritt eine konservativ-islamisch orientierte Law-and-Order-Politik.[2][3]
- Anies Baswedan ist der ehemalige Gouverneur des DKI Jakarta (2017–2022) und Minister für Bildung und Kultur (2014–2016).[4][5]
- Ganjar Pranowo ist der Gouverneur von Zentral-Java (2013–2023) und ehemaliges Mitglied des Repräsentantenhauses (2004–2013).[6]

## Ergebnis
Nachwahlbefragungen deuteten auf einen Wahlsieg Prabowo Subianto hin. Demnach gewann Prabowo Subianto mit 58 Prozent der Stimmen, der sich zum Wahlsieger erklärte.